# Aubigny, Vendée
Aubigny är en kommun i departementet Vendée i regionen Pays de la Loire i västra Frankrike. Kommunen ligger i kantonen La Roche-sur-Yon-Sud som tillhör arrondissementet La Roche-sur-Yon. År 2018 hade Aubigny 3 881 invånare.

## Befolkningsutveckling
Antalet invånare i kommunen Aubigny
| Referens: INSEE |